# Kanton Château-Gontier-sur-Mayenne-1
Château-Gontier-sur-Mayenne-1 ( voorheen ‘’’Kanton Azé’’’ ) is een kanton van het Franse departement Mayenne. Het kanton maakt deel uit van het arrondissement Château-Gontier.
In 2020 telde het 16.281 inwoners.

Het kanton werd gevormd ingevolge het decreet van 21 februari 2014, met uitwerking op 22 maart 2015, met Azé als hoofdplaats.
Nadat de hoofdplaats door fusie op 1 januari 2019 werd opgenomen in de ‘commune nouvelle' Château-Gontier-sur-Mayenne, werd de naam van het kanton bij decreet van 5 maart 2020 aangepast aan de nieuwe naam van de hoofdplaats.

## Gemeenten
Het kanton omvatte bij zijn vorming 19 gemeenten.
Op 1 januari 2019 werden :
- de gemeenten Argenton-Notre-Dame, Bierné, Saint-Laurent-des-Mortiers en Saint-Michel-de-Feins samengevoegd tot de fusiegemeente (commune nouvelle) Bierné-les-Villages,
- de gemeenten Loigné-sur-Mayenne en Saint-Sulpice samengevoegd tot de fusiegemeente (commune nouvelle) La Roche-Neuville,
- de gemeenten Gennes-sur-Glaize en Longuefuye samengevoegd tot de fusiegemeente (commune nouvelle) Gennes-Longuefuye,
- de gemeenten Azé, Château-Gontier en  Saint-Fort samengevoegd tot de fusiegemeente (commune nouvelle) Château-Gontier-sur-Mayenne.

Sindsdien omvat het kanton volgende gemeenten:
- Château-Gontier-sur-Mayenne ( deel overeenstemmend met de deelgemeenten Azé en Saint- Fort)
- Bierné-les-Villages
- Châtelain
- Chemazé
- Coudray
- Daon
- Fromentières
- Gennes-Longuefuye
- Houssay
- Ménil
- Origné
- La Roche-Neuville
- Saint-Denis-d'Anjou